# Историческая драма

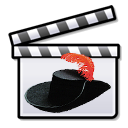

Историческая драма — (также периодическая драма, костюмированная драма и историческая пьеса) — работа, действие которой происходит в прошлом периоде времени, обычно используемая в контексте кино и телевидения. Историческая драма включает в себя исторический роман или сериал (например, «Избранные»), романтические фильмы и приключенческие фильмы. Период может быть установлен в расплывчатую или общую эпоху, такую как средневековье, или в определённый период, такой как ревущие двадцатые.

## Описание
Фильмы, действие которых происходит в исторические времена, всегда были одними из самых популярных. «Рождение нации» и «Генерал» являются примерами популярных ранних американских работ, действие которых происходит в США. В разные эпохи популярность приобрели различные поджанры, такие как вестерны, пеплумы, которые доминировали в североамериканском кино в 1950-х годах. Костюмированная драма часто разделяется как жанр исторических драм. Ранние критики определяли их как фильмы, посвященные романтике и отношениям в роскошной обстановке, связав их другими историческими драмами, которые, как полагают, имеют более серьёзные темы. Другие критики защищали костюмированные драмы и утверждали, что они пренебрегают, потому что это жанр, ориентированный на женщин. Исторические драмы также были описаны как консервативный жанр, прославляющий воображаемое прошлое, которого никогда не существовало.

## Историческая точность
Фильмы могут ссылаться на реальных людей или события соответствующего периода времени или содержать фактически точные представления периода времени. Они также могут включать в себя в основном вымышленные повествования, основанные на реальных людях или событиях, таких как «Храброе сердце», «Отверженные» и «Титаник».
Фильмы, которые сосредоточены на точном изображении конкретных исторических событий или людей, вместо этого известны как, докудрама (например, «Отчёт о пытках»). Там, где жизнь человека занимает центральное место в истории, такой фильм известен как биографическая драма (например, «Фрида», «Нокдаун» и «Линкольн»).